# Fossa tettonica
Le fosse tettoniche sono delle depressioni lineari della crosta terrestre prodotte da un sistema di faglie dirette. Esse sono generate da dislocazioni dovute a forze tettoniche distensive su vasta scala.

## Descrizione
Un imponente sistema di fosse tettoniche parte dal Lago di Tiberiade, costituisce la valle del Giordano, la conca del Mar Morto, il golfo di Aqaba, il Mar Rosso, la depressione di Afar e attraversa l'Africa orientale fino al lago Niassa.
Anche il lago Bajkal, in Siberia, ha sede in una fossa tettonica. Quale esempio europeo, il Graben del Reno è una fossa tettonica considerata inattiva nella sua parte verso Nord circa fino ad Hannover, mentre nel ramo che da Francoforte si sviluppa verso Nord-Ovest viene considerato, a causa dell'attività sismica ancora presente, attivo. 
Particolari fosse tettoniche, le cosidedette rift valley, si trovano sulla cresta delle dorsali oceaniche: alcune evidenti, altre in vario grado riempite da effusioni. Le forze di distensione, come quelle che fratturano una placca, lasciano faglie dirette a testimonianza della loro azione. Raramente tali faglie sono isolate: più spesso sono associate in gruppi di decine o centinaia. Una tipica associazione di faglie è quella che determina lo sviluppo di una fossa tettonica.